# Syrrhopodon sarawakensis
Syrrhopodon sarawakensis là một loài rêu trong họ Calymperaceae. Loài này được Dixon W.D. Reese mô tả khoa học đầu tiên năm 1988.